# Ashley Cafagna-Tesoro
Ashley Lyn Cafagna est une actrice et chanteuse américaine née le 15 février 1983 à Iowa City dans l'Iowa.

## Biographie
Elle débute dans Sauvés par le gong : La Nouvelle Classe (dans le rôle de Liz Miller) sur le réseau NBC puis dans Amour, Gloire et Beauté (dans le rôle de Kimberly Fairchild, fille de Myles Fairchild/ Adam Alexander, et sœur de Macy Alexander) sur le réseau CBS de 1998 à 2001.
En 2001, elle s'est mariée à Anthony Tesoro, pasteur et milliardaire américain, dont le père est fondateur de la fondation Tesoro.
En août 2011, des rumeurs circulent concernant le retour d'Ashley Cafagna Tesoro dans le rôle de Kimberly Fairchild dans Amour, Gloire et Beauté. Ce retour coïnciderait avec celui de Bobbie Eakes qui incarnait Macy, la sœur de Kimberly Fairchild Alexander.